# Leichtathletik-Länderkampf der Frauen 1952 Jugoslawien – BR Deutschland / Österreich – BR Deutschland
| 6. Leichtathletik-Länderkampf mit bundesdeutscher Beteiligung 1952                      | 6. Leichtathletik-Länderkampf mit bundesdeutscher Beteiligung 1952 |               |
| --------------------------------------------------------------------------------------- | ------------------------------------------------------------------ | ------------- |
|                                                                                         |                                                                    |               |
| Ländervergleiche der Frauen: Jugoslawien – BR Deutschland 00Österreich – BR Deutschland |                                                                    |               |
| Austragungsort                                                                          | Ljubljana                                                          |               |
| Wettbewerbe                                                                             | 9                                                                  |               |
| Datum                                                                                   | 7. September 1952                                                  |               |
| 1. FRG 2. YUG                                                                           | 54 Punkte 30 Punkte                                                |               |
| 1. FRG 2. AUT                                                                           | 55 Punkte 31 Punkte                                                |               |
| Chronik                                                                                 |                                                                    |               |
| ← FRG-SUI (F)                                                                           | FRG-SWE (M) →                                                      | FRG-SWE (M) → |

Im sechsten Vergleich des Länderkampfjahres 1952 trugen Deutschlands Leichtathletinnen wieder einen Länderkampf mit Gegnerinnen aus zwei Ländern aus. Die Begegnungen mit Jugoslawien und Österreich wurden getrennt gewertet wie in der Veranstaltung des Vorjahres. Gastgeber des Aufeinandertreffens am 7. September war die jugoslawische Stadt Ljubljana, das frühere Laibach. 1951 hatte die Bundesrepublik Deutschland beide Vergleiche für sich entschieden.

## Wettbewerbe und Modus
Jede der drei Nationen trat in den Einzelwettbewerben mit jeweils zwei Starterinnen an, in den Staffeln mit jeweils einem Team. Das Programm sah mit neun Wettbewerben das komplette damals übliche olympische Frauenangebot vor. Die Veranstaltung wurde an einem Tag ausgetragen. Die Punktevergabe wich wie schon 1951 vom Standard ab. Die Einzelwertung richtete sich umgekehrt an der Platzierung aus, das heißt Pl. 1: 4 P, Pl. 2: 3 P, …, Pl. 4: 1 P. In der Staffel gab es vier zu zwei Punkte. Die Wertung erfolgte dann entsprechend der Platzierungen getrennt einmal für den Vergleich zwischen Deutschland und Jugoslawien und zum anderen für das Aufeinandertreffen zwischen Deutschland und Österreich.

## Ergebnis
Die bundesdeutschen Sportlerinnen entschieden beide Begegnungen deutlich für sich. Im Kugelstoßen lagen die Sportlerinnen aus Jugoslawien vorn, im Speerwurf gab es ein Unentschieden sowohl gegen die Jugoslawinnen als auch gegen die Österreicherinnen. Ansonsten gingen alle Wettbewerbe gegen beide gegnerischen Teams an die Bundesrepublik Deutschland. So siegten die bundesdeutschen Athletinnen gegen Jugoslawien klar mit 54 zu dreißig Punkten und gegen Österreich ebenso deutlich mit 55 zu 31 Punkten.

## Legende
Kurze Übersicht zur Bedeutung der Symbolik – so üblicherweise auch in sonstigen Veröffentlichungen verwendet:
| DSQ | disqualifiziert |

## Resultate

### 100 m
| Platz | Athlet               | Land | Zeit (s) | Länderkampfwertung | Länderkampfwertung |
| ----- | -------------------- | ---- | -------- | ------------------ | ------------------ |
| 1     | Marga Petersen       | FRG  | 12,2     | 1. FRG 2. YUG      | 7 P 3 P            |
| 2     | Margot Ulzheimer     | FRG  | 12,2     | 1. FRG 2. YUG      | 7 P 3 P            |
| 3     | Milka Babović        | YUG  | 12,4     | 1. FRG 2. YUG      | 7 P 3 P            |
| 4     | Hannelore Wüst-Mikos | AUT  | 12,6     | 1. FRG 2. AUT      | 7 P 3 P            |
| 5     | Friedrike Harasek    | AUT  | 12,8     | 1. FRG 2. AUT      | 7 P 3 P            |
| 6     | Ivanka Knez          | YUG  | 13,0     | 1. FRG 2. AUT      | 7 P 3 P            |

### 200 m
| Platz | Athlet               | Land | Zeit (s) | Länderkampfwertung | Länderkampfwertung |
| ----- | -------------------- | ---- | -------- | ------------------ | ------------------ |
| 1     | Christel Neukirch    | FRG  | 25,4     | 1. FRG 2. YUG      | 7 P 3 P            |
| 2     | Karin Fehring        | FRG  | 25,5     | 1. FRG 2. YUG      | 7 P 3 P            |
| 3     | Milka Babović        | YUG  | 26,4     | 1. FRG 2. YUG      | 7 P 3 P            |
| 4     | Hannelore Wüst-Mikos | AUT  | 26,7     | 1. FRG 2. AUT      | 7 P 3 P            |
| 5     | Friedrike Harasek    | AUT  | 26,7     | 1. FRG 2. AUT      | 7 P 3 P            |
| 6     | Stefanović           | YUG  | 27,2     | 1. FRG 2. AUT      | 7 P 3 P            |

### 80 m Hürden
| Platz | Athlet                | Land | Zeit (s) | Länderkampfwertung | Länderkampfwertung |
| ----- | --------------------- | ---- | -------- | ------------------ | ------------------ |
| 1     | Anneliese Seonbuchner | FRG  | 11,6     | 1. FRG 1. YUG      | 7 P 3 P            |
| 2     | Helene Bielansky      | AUT  | 12,2     | 1. FRG 1. YUG      | 7 P 3 P            |
| 3     | Zenta Gastl           | FRG  | 12,3     | 1. FRG 1. YUG      | 7 P 3 P            |
| 4     | Gertrud Pruschak      | AUT  | 13,0     | 1. FRG 2. AUT      | 6 P 4 P            |
| 5     | Milica Šumak          | YUG  | 13,3     | 1. FRG 2. AUT      | 6 P 4 P            |
| 6     | Rauch                 | YUG  | 13,4     | 1. FRG 2. AUT      | 6 P 4 P            |

### 4 × 100 m Staffel
| Platz | Besetzung      | Land                                                                     | Zeit (s) | Länderkampfwertung    | Länderkampfwertung |
| ----- | -------------- | ------------------------------------------------------------------------ | -------- | --------------------- | ------------------ |
| 1     | BR Deutschland | Karin Fehring Christel Neukirch Margot Ulzheimer Marga Petersen          | 48,2     | 1. FRG 2. Jugoslawien | 4 P 0 P            |
| 2     | Österreich     | Hannelore Wüst-Mikos Helene Bielansky Friedrike Harasek Gertrud Pruschak | 50,0     | 1. FRG 2. AUT         | 4 P 2 P            |
| DSQ   | Jugoslawien    | Ivanka Knez Milica Šumak Galić Milka Babović                             |          | 1. FRG 2. AUT         | 4 P 2 P            |

### Hochsprung
| Platz | Athlet           | Land | Höhe (m) | Länderkampfwertung | Länderkampfwertung |
| ----- | ---------------- | ---- | -------- | ------------------ | ------------------ |
| 1     | Toni Butz        | FRG  | 1,50     | 1. FRG 2. YUG      | 7 P 3 P            |
| 2     | Hilde Gerschler  | FRG  | 1,50     | 1. FRG 2. YUG      | 7 P 3 P            |
| 3     | Reinelde Knapp   | AUT  | 1,50     | 1. FRG 2. YUG      | 7 P 3 P            |
| 4     | Kovač            | YUG  | 1,45     | 1. FRG 2. AUT      | 7 P 3 P            |
| 5     | Gertrud Pruschak | AUT  | 1,45     | 1. FRG 2. AUT      | 7 P 3 P            |
| 6     | Jovanović        | YUG  | 1,35     | 1. FRG 2. AUT      | 7 P 3 P            |

### Weitsprung
| Platz | Athlet                | Land | Weite (m) | Länderkampfwertung | Länderkampfwertung |
| ----- | --------------------- | ---- | --------- | ------------------ | ------------------ |
| 1     | Anneliese Seonbuchner | FRG  | 5,44      | 1. FRG 2. YUG      | 7 P 3 P            |
| 2     | Elfriede von Nitzsch  | FRG  | 5,42      | 1. FRG 2. YUG      | 7 P 3 P            |
| 3     | Krämer                | AUT  | 5,17      | 1. FRG 2. YUG      | 7 P 3 P            |
| 4     | Reinelde Knapp        | AUT  | 5,12      | 1. FRG 2. AUT      | 7 P 3 P            |
| 5     | Milka Majcen          | YUG  | 5,12      | 1. FRG 2. AUT      | 7 P 3 P            |
| 6     | Ivanka Knez           | YUG  | 4,97      | 1. FRG 2. AUT      | 7 P 3 P            |

### Kugelstoßen
| Platz | Athlet               | Land | Weite (m) | Länderkampfwertung | Länderkampfwertung |
| ----- | -------------------- | ---- | --------- | ------------------ | ------------------ |
| 1     | Marija Radosavljević | YUG  | 13,75     | 1. YUG 2. FRG      | 6 P 4 P            |
| 2     | Marianne Werner      | FRG  | 13,66     | 1. YUG 2. FRG      | 6 P 4 P            |
| 3     | Nada Kotlušek        | YUG  | 13,17     | 1. YUG 2. FRG      | 6 P 4 P            |
| 4     | Herlinde Peyker      | AUT  | 12,28     | 1. FRG 1. AUT      | 5 P                |
| 5     | Anni Pöll            | AUT  | 12,21     | 1. FRG 1. AUT      | 5 P                |
| 6     | Gerda Hagen          | FRG  | 12,15     | 1. FRG 1. AUT      | 5 P                |

### Diskuswurf
| Platz | Athlet          | Land | Weite (m) | Länderkampfwertung | Länderkampfwertung |
| ----- | --------------- | ---- | --------- | ------------------ | ------------------ |
| 1     | Marianne Werner | FRG  | 46,40     | 1. FRG 2. YUG      | 6 P 4 P            |
| 2     | Homolja         | YUG  | 40,90     | 1. FRG 2. YUG      | 6 P 4 P            |
| 3     | Gerda Hagen     | FRG  | 40,00     | 1. FRG 2. YUG      | 6 P 4 P            |
| 4     | Đurđa Borovec   | YUG  | 39,28     | 1. FRG 2. AUT      | 7 P 3 P            |
| 5     | Anni Pöll       | AUT  | 37,87     | 1. FRG 2. AUT      | 7 P 3 P            |
| 6     | Frieda Tiltsch  | AUT  | 37,85     | 1. FRG 2. AUT      | 7 P 3 P            |

### Speerwurf
| Platz | Athlet              | Land | Weite (m) | Länderkampfwertung | Länderkampfwertung |
| ----- | ------------------- | ---- | --------- | ------------------ | ------------------ |
| 1     | Jutta Krüger        | FRG  | 40,56     | 1. FRG 1. YUG      | 5 P                |
| 2     | Cmiljka Kalušević   | YUG  | 39,00     | 1. FRG 1. YUG      | 5 P                |
| 3     | Nada Kotlušek       | YUG  | 37,25     | 1. FRG 1. YUG      | 5 P                |
| 4     | Gerda Staniek       | AUT  | 37,10     | 1. FRG 1. AUT      | 5 P                |
| 5     | Melich              | AUT  | 35,67     | 1. FRG 1. AUT      | 5 P                |
| 6     | Ingeborg Bausenwein | FRG  | 34,81     | 1. FRG 1. AUT      | 5 P                |